# 팻 분
찰스 유진 팻 분(Charles Eugene Pat Boone, 1934년 6월 1일 ~ )은 미국의 팝 가수이다.

## 생애
찰스 유진 팻 분은 플로리다주의 잭슨빌에서 태어났다. 미국 초기 서부를 개발했던 대니얼 분(Daniel Boone)의 후손이다. 선천적인 미성으로 젊었을 때부터 라디오, 텔레비전 등에 출연하여 인기를 모았다. 학생 시절 웨스턴 음악 가수인 레드폴리의 딸 샐리와 결혼하여 화제가 되기도 하였다. 1955년에 〈두 마음, 두 노래〉로 데뷔한 이후 〈아일 비 홈〉, 〈모래에 쓴 러브레터〉, 〈눈물의 무디 리버〉 등 수많은 인기곡을 내었다. 감미롭고 부드러운 창법과 폭넓은 레퍼토리로 인기를 모았으며, 영화에도 출연해 1957년 작 《버너딘》 이후 《4월의 연인》, 《스테이트 페어》, 《찰리여 안녕》 등에서 활약했다. 도트 레코드의 전속으로 〈골든 팻 분〉, 〈팻 분 스토리〉, 〈전장의 푸른 하늘〉 등이 있다.

## 기타
- 1966년 장충체육관에서 내한공연을 했다.[1]